# Diócesis de Argyll y de las Islas
La diócesis de Argyll y de las Islas (en latín: Dioecesis Ergadiensis et Insularum y en inglés: Roman Catholic Diocese of Argyll and the Isles) es una circunscripción eclesiástica de la Iglesia católica en el Reino Unido. Se trata de una diócesis latina, sufragánea de la arquidiócesis de San Andrés y Edimburgo. Desde el 28 de diciembre de 2015 su obispo es Brian McGee.

## Territorio y organización

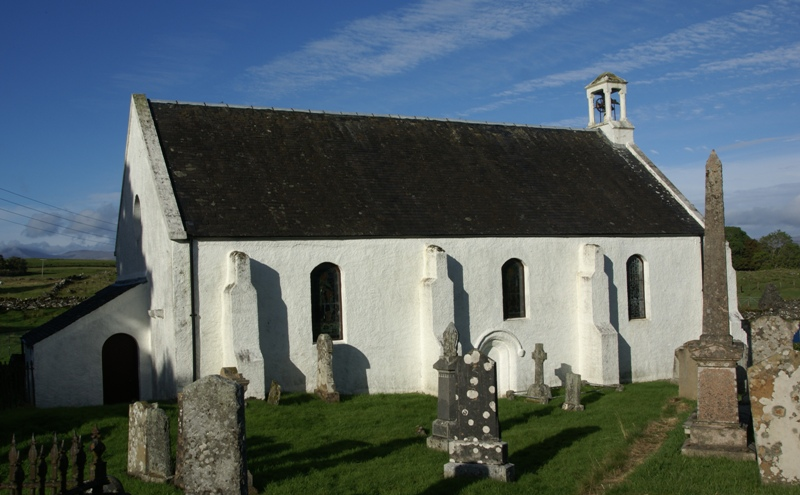
Catedral de San Molua, en Lismore; dentro de la iglesia actual perteneciente a la Iglesia de Escocia se encuentran los restos de la antigua catedral de la diócesis medieval de Argyll

La diócesis tiene 31 080 km² y extiende su jurisdicción sobre los fieles católicos de rito latino residentes en parte de Escocia, comprendiendo los condados de Argyll y de las islas Hébridas.
La sede de la diócesis se encuentra en la ciudad de Oban, en donde se halla la Catedral de San Columba.
En 2023 en la diócesis existían 31 parroquias agrupadas en 3 decanatos: St. Andrew's deanery, St Margaret's deanery y St Michael's deanery.

## Historia
La actual diócesis de Argyll y de las Islas es el resultado de la restauración de dos antiguas diócesis escocesas medievales, la diócesis de Argyll o de Lismore y la diócesis de las Islas o de Sodor.

### Antecedentes

#### Diócesis de Argyll
La diócesis de Argyll se erigió entre 1183 y 1192/1193, tomando su territorio de la diócesis de Dunkeld. 
La diócesis se separó de la Santa Sede en el siglo XVI tras la afirmación de la Reforma protestante en Escocia: el último obispo, James Hamilton, abrazó la nueva denominación religiosa alrededor de agosto de 1560.

#### Diócesis de las Islas
La diócesis de las Islas fue una de las trece diócesis de la Escocia medieval. La sede original de la diócesis era Peel, en la isla de San Patricio, un islote frente a la isla de Man.
La diócesis se dividió en dos en 1387, tras la conquista inglesa de Man en el siglo XIV y en el marco del Cisma de Occidente, y la sede rebelde se trasladó más al norte, primero a Snizort y luego a Iona conformando la diócesis de las Islas, mientras que en Man continuó con el nombre de diócesis de Sodor. El juego político estaba claro: en oposición al papa de obediencia aviñonesa, el rey de Inglaterra obtuvo el nombramiento por parte del papa de obediencia romana de un obispo en Man, mientras que el obispo escocés, respaldado por su rey en su lucha contra los ingleses, avanzó a una isla en su propio territorio nacional. Incluso después de que se resolvió el cisma en el siglo XV, la anomalía nunca se remedió.
La diócesis inglesa fue reformada en el siglo XVI, dejando la jurisdicción papal tras la afirmación de la Reforma protestante en Inglaterra: el último obispo católico, Thomas Stanley, que ya había sido depuesto por Enrique VIII, pero luego restituido por María la Católica, murió en 1568.

### Diócesis de Argyll y de las Islas
Las misiones católicas en Escocia se reanudaron en el siglo XVII. La prefectura apostólica de Escocia fue erigida por el papa Inocencio X el 13 de octubre de 1653. Inocencio XII elevó la prefectura apostólica a vicariato apostólico el 16 de marzo de 1694. El 23 de julio de 1727 se dividió el vicariato dando lugar al vicariato apostólico del Distrito de las Tierras Altas y el vicariato apostólico del Distrito de las Tierras Bajas de Escocia. El 13 de febrero de 1827 se agregó el vicariato apostólico del Distrito Norte.
Con la restauración de la jerarquía católica en Escocia la diócesis de Argyll y de las Islas fue erigida el 4 de marzo de 1878 mediante la bula Ex supremo Apostolatus del papa León XIII, tomando su territorio probablemente del vicariato apostólico del Distrito Norte (hoy diócesis de Aberdeen).

Dioecesis denique Ergadiensis et Insularum complectatur comitatus Argatheliensem, Botam et Araniam insulas, Aebudas et partem australem comitatus Ennernessensis, quae a lacu Luinge ad fines comitatus eiusdem orientales iuxta lineam rectam supra descriptam, protenditur.

## Estadísticas
Según el Anuario Pontificio 2023 la diócesis tenía a fines de 2022 un total de 10 000 fieles bautizados.
| Año                                                                             | Población            | Población | Población      | Sacerdotes | Sacerdotes    | Sacerdotes    | Bautizados por sacerdote | Diáconos permanentes | Religiosos | Religiosos | Parroquias |
| Año                                                                             | Bautizados católicos | Total     | % de católicos | Total      | Clero secular | Clero regular | Bautizados por sacerdote | Diáconos permanentes | Varones    | Mujeres    | Parroquias |
| ------------------------------------------------------------------------------- | -------------------- | --------- | -------------- | ---------- | ------------- | ------------- | ------------------------ | -------------------- | ---------- | ---------- | ---------- |
| 1950                                                                            | 12 050               | ?         | ?              | 36         | 34            | 2             | 334                      |                      |            | 25         | 25         |
| 1959                                                                            | 10 780               | 134 155   | 8.0            | 31         | 31            |               | 347                      |                      |            | 32         | 23         |
| 1970                                                                            | 11 625               | 126 268   | 9.2            | 35         | 34            | 1             | 332                      |                      | 1          | 40         | 24         |
| 1980                                                                            | 12 630               | 126 900   | 10.0           | 35         | 32            | 3             | 360                      |                      | 3          | 42         | 24         |
| 1990                                                                            | 11 227               | 109 500   | 10.3           | 33         | 31            | 2             | 340                      |                      | 2          | 18         | 24         |
| 1999                                                                            | 12 000               | 109 500   | 11.0           | 30         | 27            | 3             | 400                      |                      | 3          | 12         | 24         |
| 2000                                                                            | 11 200               | 75 600    | 14.8           | 28         | 25            | 3             | 400                      |                      | 3          | 12         | 24         |
| 2001                                                                            | 11 200               | 75 600    | 14.8           | 26         | 23            | 3             | 430                      |                      | 3          | 11         | 24         |
| 2002                                                                            | 10 674               | 75 600    | 14.1           | 30         | 28            | 2             | 355                      |                      | 2          | 11         | 24         |
| 2003                                                                            | 10 674               | 75 000    | 14.2           | 31         | 29            | 2             | 344                      |                      | 2          | 5          | 28         |
| 2004                                                                            | 10 434               | 75 000    | 13.9           | 28         | 26            | 2             | 372                      |                      | 3          | 6          | 26         |
| 2006                                                                            | 10 546               | 74 546    | 14.1           | 29         | 29            |               | 363                      |                      |            | 9          | 26         |
| 2012                                                                            | 10 850               | 76 800    | 14.1           | 32         | 28            | 4             | 339                      | 1                    | 4          | 6          | 25         |
| 2015                                                                            | 10 660               | 74 546    | 14.3           | 22         | 20            | 2             | 484                      | 2                    | 2          | 5          | 25         |
| 2018                                                                            | 11 032               | 77 090    | 14.3           | 21         | 21            |               | 525                      | 2                    |            | 2          | 24         |
| 2020                                                                            | 11 108               | 77 630    | 14.3           | 20         | 18            | 2             | 555                      | 2                    | 2          | 1          | 25         |
| 2022                                                                            | 10 000               | 76 800    | 13.0           | 24         | 22            | 2             | 416                      | 3                    | 2          |            | 31         |
| Fuente: Catholic-Hierarchy, que a su vez toma los datos del Anuario Pontificio. |                      |           |                |            |               |               |                          |                      |            |            |            |

## Episcopologio
- Angus McDonald † (22 de marzo de 1878-15 de julio de 1892 nombrado arzobispo de San Andrés y Edimburgo)
- George Smith † (31 de diciembre de 1892-18 de enero de 1918 falleció)
- Donald Martin † (2 de abril de 1919-6 de diciembre de 1938 falleció)
- Donald Alphonsus Campbell † (5 de octubre de 1939-6 de enero de 1945 nombrado arzobispo de Glasgow)
- Kenneth Grant † (15 de diciembre de 1945-7 de septiembre de 1959 falleció)
- Stephen McGill, P.S.S. † (4 de abril de 1960-25 de julio de 1968 nombrado obispo de Paisley)
- Colin Aloysius MacPherson † (2 de diciembre de 1968-24 de marzo de 1990 falleció)
- Roderick Wright † (11 de diciembre de 1990-19 de septiembre de 1996 retirado)
  - Sede vacante (1996-1999)[nota 5]
- Ian Murray † (3 de noviembre de 1999-16 de octubre de 2008 retirado)
- Joseph Anthony Toal (16 de octubre de 2008-29 de abril de 2014 nombrado obispo de Motherwell)
- Brian McGee, desde el 28 de diciembre de 2015